# Grădinița, Căușeni
Grădinița este satul de reședință al comunei cu același nume  din raionul Căușeni, Republica Moldova.
În sat se află parcul „Leuntea”, monument de arhitectură peisagistică.

## Demografie

### Structura etnică
Structura etnică a satului Grădinița conform recensământului populației din 2004:
| Grup etnic                    | Populație | % Procentaj |
| ----------------------------- | --------- | ----------- |
| Băștinași declarați Moldoveni | 379       | 52,64%      |
| Ruși                          | 221       | 30,69%      |
| Ucraineni                     | 99        | 13,75%      |
| Bulgari                       | 9         | 1,25%       |
| Găgăuzi                       | 4         | 0,56%       |
| Evrei                         | 1         | 0,14%       |
| Alții                         | 7         |             |
| Total                         | 720       |             |